# Ramot de Gielad
Ramot de Gilead (רָמֹת גִּלְעָד, que significa «Alturas de Galaad»), también llamada Ramoth -Gilead, fue una ciudad levítica y ciudad de refugio al este del río Jordán y en la Biblia hebrea, también llamada Ramot en Galaad (Deuteronomio 4:43; Josué 20:8; Josué 21:38), o «Ramot Galaad» en la Biblia Douay-Rheims. Estaba situada en la asignación territorial tribal de la tribu de Gad.

## Acontecimientos bíblicos

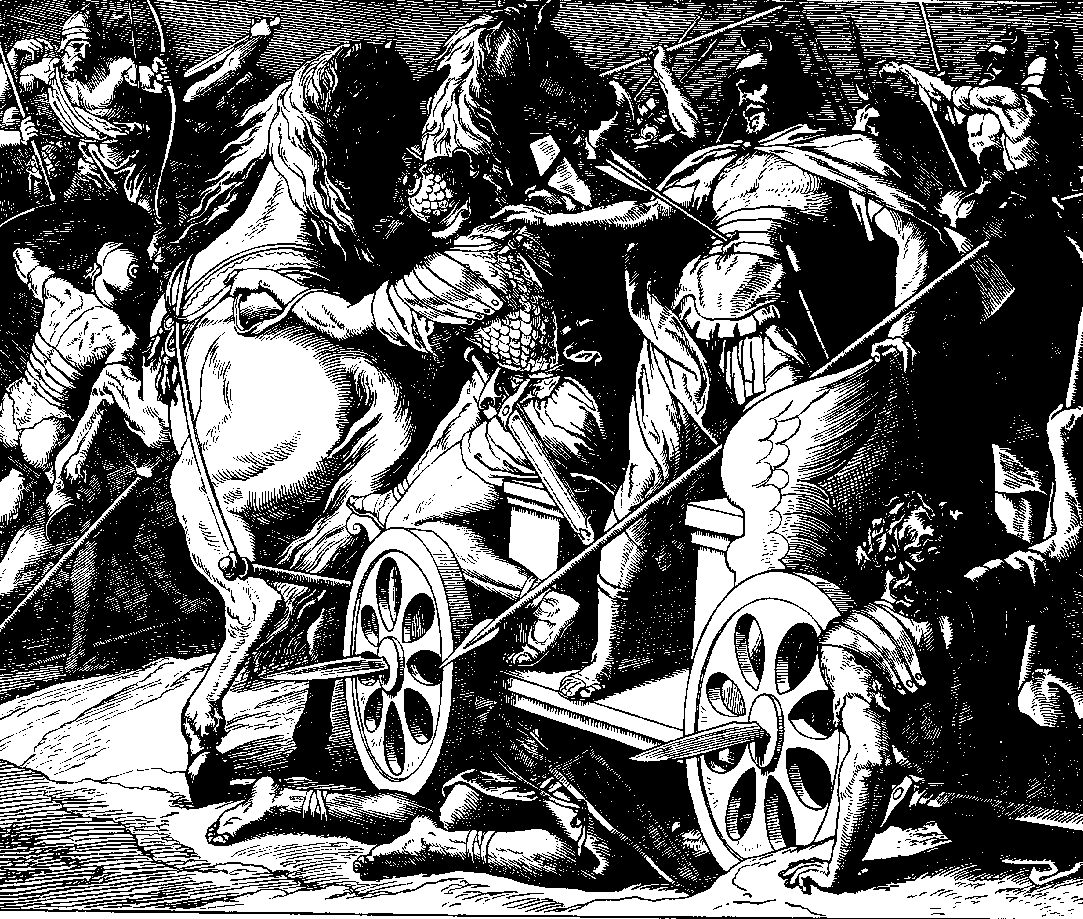
Muerte de Acab, de Die Bibel in Bildern

Según (4:13), Ramot de Galaad era la base de Ben-Geber, uno de los gobernadores regionales del Rey Salomón. Era responsable de («a él pertenecían») las ciudades de Jair, hijo de Manasés, en Galaad, y de la región de Traconítide en Basán que tenía sesenta grandes ciudades con murallas y puertas de bronce.
Parece que se perdió en favor de Siria (Aram-Damasco) durante las batallas entre el Reino de Israel y Siria, cuando Acab, rey de Israel, propuso ir a la batalla para recuperarla. Después de consultar a los profetas sobre las perspectivas de éxito, Acab fue a luchar por Ramot en Galaad, ayudado por Josafat, rey de Judá. Durante la batalla, Acab fue herido por una flecha. Lo apoyaron en su carro de guerra frente al enemigo, pero al anochecer Acab se había desangrado hasta morir y los sirios ganaron la batalla.
Más tarde, se produjo un incidente cuando Ocozías y Joram lucharon contra Hazael, rey de Aram-Damasco, y Joram resultó herido (2 Reyes 8:28).
También en esta ciudad, Eliseo, el profeta de Dios, dijo a uno de los hijos de los profetas que ungiera a Jehú, el comandante de Joram, rey de Israel (9:1-6).
El erudito bíblico británico, Hugh J. Schonfield, teorizó que la ubicación de Armagedón, mencionada solo en el Nuevo Testamento, en (Apocalipsis 16:16), es una tergiversación griega de un supuesto nombre tardío arameo de Ramot de Galaad; que este lugar, que antiguamente había pertenecido a la tribu hebrea de Gad, era, en tiempos del Nuevo Testamento, parte de la región griega conocida como la Decápolis, era (teorizó Schonfield) conocido como Rama-Gad-Yavan (Yavan significa griego), que cuando se tradujo al griego se convirtió en Armagedón, al igual que Ramathaim se tradujo como Aramathea.

## Ubicación
Se ha identificado provisionalmente con Ramot, en la ladera norte del río Jordán, a unos 8 kilómetros (5 mi) al oeste de Jerash o Gerasa, una de las ciudades de la Decápolis.
Otras posibles ubicaciones incluyen:
1. Tell er-Rumeith, a unas 3 millas al sur de Ar Ramtha, Jordania[6][7][8]
2. as-Salt.